# レカンダ山
レカンダ山（Lekanda）とは、スペイン・バスク州ビスカヤ県の山。ゴルベア山地を構成している。石灰岩などでできている。

## 地理

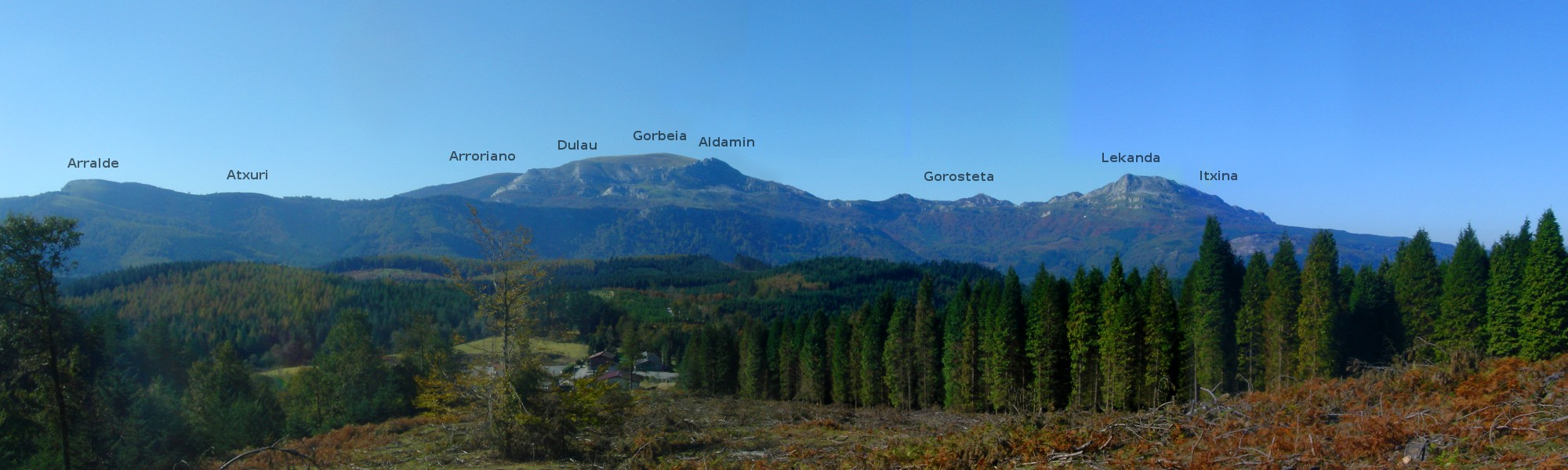
ゴルベア山地の山並み

レカンダ山は北緯43度04分02秒、西経2度47分42秒付近に位置している。オロスコとセアヌリとの行政境界になっている。レカンダ山付近に存在する比較的標高の高い山としては、アルダミン山（標高約1376 m）が南東の方向3.39 kmの所に存在するほか、オデリアガ山（標高約1245 m）が西南西の方向4 kmの所に存在する。

## 標高
バスク地方の山を収録した『Catálogo Concurso Cien Montes』(CCC)は、1950年版から2009年版までこの山の標高を1302 mとしていたが、2014年版では1309 mに変更した。2016年3月現在においても、山頂の標高は1302 mであるとするサイトも複数存在する。